# Comuna Ikast-Brande
Ikast-Brande (Ikast-Brande Kommune) este o comună din regiunea Midtjylland, Danemarca, cu o suprafață totală de 733,69 km².